# Gaston Doumergue
Pour les articles homonymes, voir Doumergue.
Gaston Doumergue, né le 1er août 1863 à Aigues-Vives (Gard) et mort le 18 juin 1937 dans la même ville, est un homme d'État français. Il est président de la République française du 13 juin 1924 au 13 juin 1931.
Chargé d'importants portefeuilles ministériels, il est, une première fois, nommé président du Conseil en 1913, mais est contraint de laisser le pouvoir quelques mois après sa nomination. Élu président du Sénat en 1923, il est l'année suivante élu président de la République pour un mandat de sept ans ; il succède à Alexandre Millerand, démissionnaire.
À l'issue de son mandat, refusant de concourir à sa succession, Doumergue se retire mais préside ensuite un gouvernement d'union nationale lors de la crise créée par les émeutes du 6 février 1934.

## Situation personnelle

### Origines protestantes
Gaston Doumergue est issu d'une famille d'agriculteurs protestante languedocienne relativement modeste. Son père, Pierre Doumergue, est propriétaire vigneron à Aigues-Vives. Sa mère, Françoise Pattus, l'élève dans la foi protestante et l'admiration des idées républicaines,.
Il est le grand-oncle de la dramaturge Colette Audry et de la réalisatrice de films Jacqueline Audry.
Gaston Doumergue est scolarisé au lycée de garçons de Nîmes, futur lycée Alphonse-Daudet.
Élève brillant, il affirme avoir appartenu à la « génération de la revanche, animée d'une belle ardeur patriotique », après la défaite de 1870.
Rien ne le destine à la politique mais un de ses ancêtres était activement engagé dans les affaires communales. En 1836 son grand-père avait refusé sa nomination comme maire du village en raison de la modestie de sa fortune à cette époque où le suffrage était censitaire.

### Magistrature
Après une licence et un doctorat de droit à la faculté de droit de Paris, il s'inscrit en 1885 au barreau de Nîmes et participe au procès retentissant du député-maire socialiste de Nîmes Numa Gilly, (poursuivi pour avoir accusé de corruption - mais sans preuves tangibles - la majorité des membres de la commission du budget) avant d'entrer en 1890 dans la magistrature et être affecté en tant que substitut à Hanoï, en Indochine.
Son séjour est bref car à la mort de son père en 1891, il revient en métropole ,, avant d'être nommé juge de paix en Algérie française, dans le canton d'Aïn El Arbaa.

## Parcours politique

### Débuts au Parlement (1893-1901)
En 1893, Gaston Doumergue revient dans son lieu de naissance à Aigues-Vives. Encouragé par sa mère qui suit pas à pas sa carrière, il se porte candidat à une élection législative partielle en décembre 1893, destinée à pourvoir avant l'ouverture de la prochaine session parlementaire le siège d'Émile Jamais, ami de longue date, certes réélu en août 1893 mais mort subitement le 18 novembre.

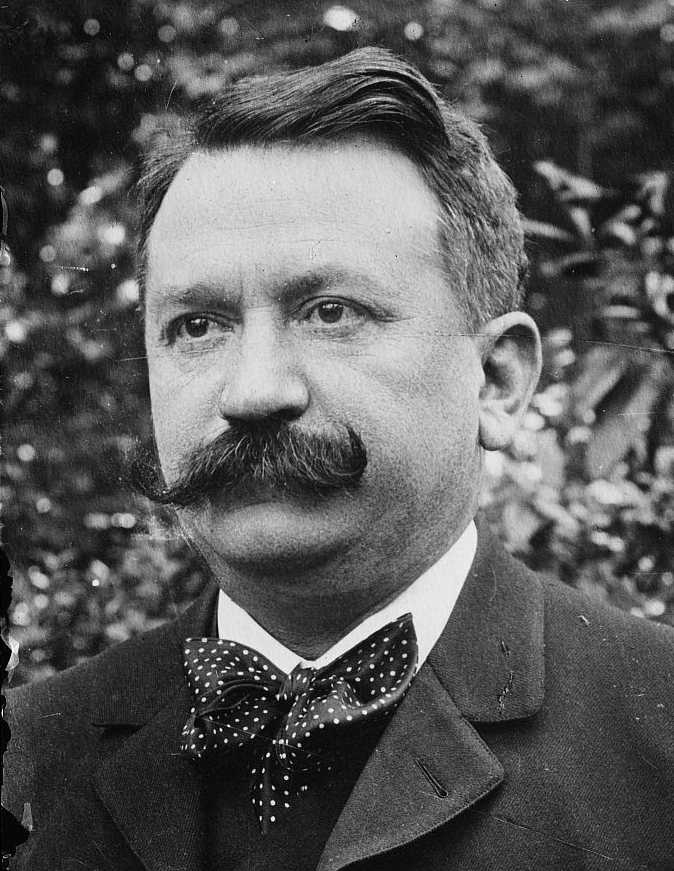
Gaston Doumergue.

Gaston Doumergue est élu député radical de Nîmes, battant au second tour, avec 10 101 voix, le maire de Nîmes, Gaston Maruéjol, qui n'en obtient que 24,,.
Il assiste au banquet donné à Lyon par le président Sadi Carnot le 24 juin 1894 lors duquel ce dernier est mortellement poignardé par l'anarchiste italien Caserio. Cet événement lui fait prendre conscience du sérieux et du danger de l'exercice du pouvoir.
Gaston Doumergue est réélu député le 8 mai 1898, au premier tour du scrutin, par 11 514 voix contre le conservateur Albert de Nesmes-Desmarets. Très impliqué dans la politique coloniale de la France, ses interventions à la tribune sont bien accueillies sur les bancs de gauche, car il reproche aux gouvernements successifs leur interventionnisme militaire, notamment l'occupation de Madagascar. Dès 1894, il avait dénoncé la « bienveillante indifférence et non la sympathie prononcée » de l'opinion publique vis-à-vis des dérapages de la politique coloniale, masquant selon lui des pillages dans les territoires conquis et une certaine violence de l'administration.
Ses convictions laïques et républicaines lui font prendre fait et cause pour le capitaine Alfred Dreyfus. Ses mandats successifs sont aussi l'occasion pour lui de défendre les petits producteurs agricoles. Son influence au sein de la gauche grandit. Gaston Doumergue est élu député pour la troisième fois le 27 avril 1902, dès le premier tour.
Franc-maçon depuis 1901, Gaston Doumergue a été initié au sein de la loge L'Écho du Grand Orient à l'Orient de Nîmes, Grand Orient de France.

### Portefeuilles ministériels (1902-1910)
Sous la présidence d'Émile Loubet, Gaston Doumergue est nommé ministre des Colonies dans le gouvernement dirigé par Émile Combes, de 1902 à 1905.
Il sera ministre sans interruption de 1906 à 1910, d'abord au Commerce et à l'Industrie, où il crée la direction de la marine marchande, puis à l'Instruction publique et aux Beaux-Arts, à partir de 1908, en remplacement d'Aristide Briand. À ce titre, Gaston Doumergue prononce le 4 juin 1908 un discours, au nom du gouvernement, lors du transfert des cendres d'Émile Zola au Panthéon, louant l'« héroïsme » de l'écrivain, de même qu'il a, le 19 mars précédent, défendu l'organisation de la cérémonie de translation à la tribune de l'Assemblée, contre les anti-dreyfusards.
Fervent partisan de l'école laïque, il déclenche la guerre scolaire la plus violente de l'histoire de France en déposant en juin 1908 deux projets de « défense laïque » visant à punir les familles qui empêchent leurs enfants de suivre un enseignement, même anticatholique. Il reçoit à cette occasion du polémiste Édouard Drumont le surnom d'« échappé de la Saint-Barthélemy ». Dans le domaine scolaire, Gaston Doumergue plaide en faveur de l'enseignement de l'arabe en Algérie.
Gaston Doumergue devient par ailleurs vice-président de la Chambre des députés durant une année, de février 1905 à mars 1906, entre ses deux ministères. En 1910, il est élu sénateur du Gard, après le décès de Frédéric Desmons. Gaston Doumergue est réélu en 1912 et en 1921.

### Premier gouvernement (1913-1914)

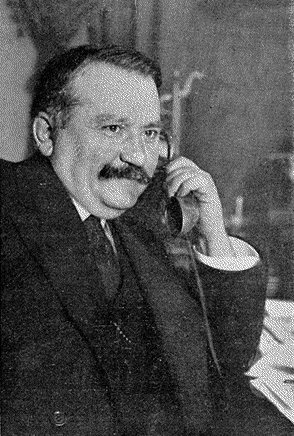
Gaston Doumergue, président du Conseil.

Du 9 décembre 1913 au 8 juin 1914, il est président du Conseil et ministre des Affaires étrangères à la demande du président Poincaré, qui cherche en Doumergue un conciliateur capable de former un cabinet « d'entente républicaine ». Dès lors, il s'attache à concilier les revendications du parti radical et l'intérêt du pays, dans un horizon international qui s'obscurcit : l'homme d'État prend le pas sur l'homme de parti,. Gaston Doumergue doit défendre la loi du service militaire de trois ans, qu'il a votée, non sans scrupule, en août 1913 : « Nul d'entre vous n'attend que nous rouvrions le débat : c'est la loi ». La proposition de création d'un impôt sur le revenu par son ministre des finances Joseph Caillaux déclenche une polémique au sein des conservateurs, mais est finalement votée en juillet 1914 par un Sénat qui y était hostile depuis cinq ans. L'« affaire Calmette » qui aboutit à la démission du ministre met en difficulté le gouvernement alors que se termine la Xe législature et que s'amorce une campagne électorale délicate. Doumergue avait cependant prévenu qu'il ne « resterait en aucun cas après les élections ».
L'heure est à la politique de réarmement et de resserrement des alliances, que mènent à bien Poincaré et Doumergue. Il ne perd pas pour autant de vue la situation internationale et les chancelleries sont continuellement tenues en alerte. Le parti radical arrive largement en tête des élections législatives du printemps 1914 et cette majorité de gauche, élue sur le thème de la paix, occasionne au Président un grand embarras pour constituer un cabinet pouvant succéder à Doumergue. Ce dernier profite de la fin de ses fonctions pour entreprendre un voyage en Haute-Autriche.
Le 3 août 1914, le jour même de la déclaration de guerre de l'Allemagne à la France, marquant le début de la Première Guerre mondiale, le nouveau président du Conseil René Viviani fait appel à lui pour le remplacer au ministère des Affaires étrangères, lors de la composition de son éphémère premier gouvernement. Puis, il est ministre des Colonies dans les gouvernements qui se succèdent du 26 août 1914 au 19 mars 1917 (gouvernements Viviani II, Briand V et VI). Durant ce mandat, en pleine guerre, il assure la sécurité des possessions françaises et met en place avec le tsar Nicolas II de Russie un traité de paix — qui devient cependant caduc à la suite de la révolution d'Octobre.
En février 1923, il est élu président du Sénat, en remplacement de Léon Bourgeois.

### Président de la République (1924-1931)

#### Élection à la présidence

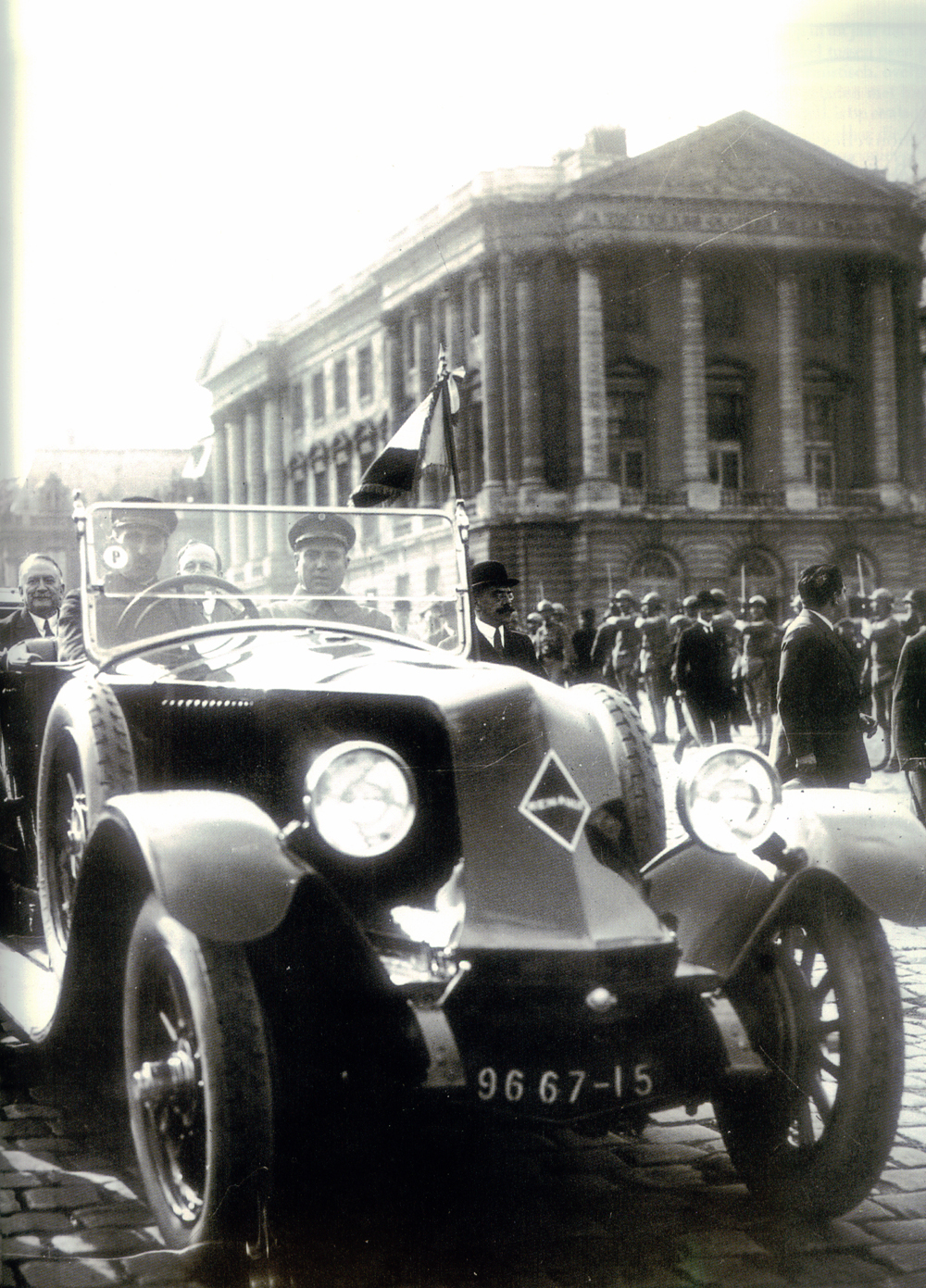
Gaston Doumergue lors de sa parade d'investiture, en juin 1924, à bord d'une Renault 40CV.

Sa carrière culmine avec son élection à la présidence de la République, le 13 juin 1924, pour un mandat de sept ans. Cette accession à la tête de l'État est le résultat de plusieurs événements politiques successifs. Les 11 et 25 mai qui précédent voient la victoire aux élections législatives du Cartel des gauches, malgré un nombre de voix supérieur pour la droite et grâce à une loi électorale accordant une prime aux alliances. Raymond Poincaré, président du Conseil depuis 1922, désavoué, remet sa démission au président Millerand. Les cartellistes réclament le pouvoir dans les « moindres rouages de l'administration ». Paul Painlevé est porté à la tête de la Chambre grâce aux voix du Cartel emmené aussi par Blum, Herriot et Briand, contre le candidat des droites, André Maginot. La nomination de François-Marsal est prise comme une provocation et son gouvernement ne tient que deux jours.
Ainsi, la gauche, qui a obligé Alexandre Millerand à démissionner, croit alors pouvoir porter Painlevé à la présidence, mais les modérés déjouent ses ambitions en se reportant massivement sur Gaston Doumergue, qui bénéficie déjà d'une partie des voix de gauche. Il obtient 515 voix sur 815 votants, contre 309 à Painlevé et 21 à Camélinat, premier candidat communiste à une élection présidentielle.

#### Politique intérieure
Sans surprise, il nomme le maire de Lyon, Édouard Herriot, à la tête du gouvernement et le charge d'établir une politique de changement symbolique pour satisfaire l'électorat. L'État cartelliste est installé, les présidences des commissions parlementaires étant majoritairement tenues par ses membres, de même que les grands postes de l'administration. Le scandale des irrégularités de la Banque de France renverse le gouvernement et Doumergue se résout à nommer Paul Painlevé à la présidence du Conseil afin de souder les voix radicales et socialistes, jouant habilement des désignations selon le balancier parlementaire.
Le 5 juillet 1924, Gaston Doumergue proclame l'ouverture officielle des Jeux de la VIIIe Olympiade - Paris 1924, lors de la cérémonie d'ouverture se tenant au Stade de Colombes, en présence du président du Comité international olympique Pierre de Coubertin, des membres du CIO, du président du Comité olympique français Justinien Clary, des membres du COF, des 44 délégations participantes et de 40 000 spectateurs.
Le septennat de Doumergue est marqué par la prospérité de la France d'entre-deux-guerres et les années folles, mais aussi par une forte instabilité ministérielle et des difficultés financières engendrées par la chute du franc. Appelé au ministère des Finances en juillet 1926, Poincaré instaure une politique d'austérité en ramenant le franc à sa valeur réelle par une forte dévaluation, ramène la confiance et parvient à doper une économie en berne. Cette politique néo-libérale engendre aussi une période de prospérité économique et financière, à l'heure où les États-Unis sont touchés de plein fouet par l'effondrement boursier de 1929. Les progrès de l'industrie technique, en particulier dans la sidérurgie et l'automobile, contribuent à la croissance du pays. La capacité de production augmente ainsi de 45 % sur la décennie 1920. Pour accompagner ce développement, Doumergue renforce une politique centriste et institue les assurances sociales ouvrières[réf. nécessaire].
En mai 1930, il se rend dans les départements d'Algérie, sur les terres qu'il a connues dans les premières années de sa carrière, pour les commémorations du Centenaire de l'Algérie française, accompagné d'une délégation de huit ministres et de plusieurs dizaines de députés. L'année suivante, à quelques semaines de la fin de son mandat, il commémore en Tunisie le cinquantenaire du protectorat français.

#### Politique extérieure

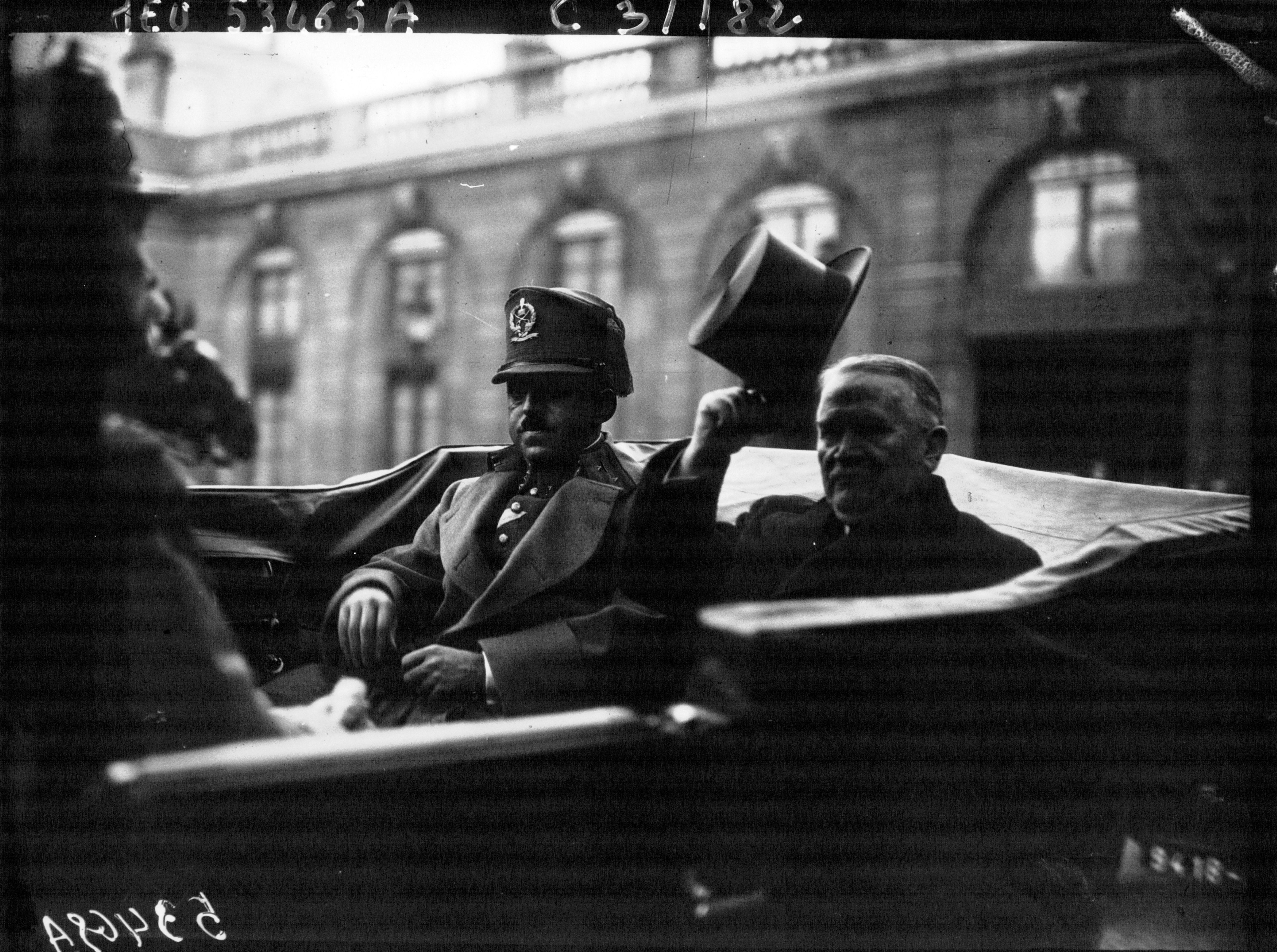
Gaston Doumergue et le roi d'Afghanistan, Amanullah Khan (1928).

En politique extérieure, il se déclare partisan d'une politique de fermeté vis-à-vis de l'Allemagne face au nationalisme renaissant dans une partie de l'Europe, mais aussi en France. Il se heurte à des difficultés : les Alliés ne parviennent pas à s'entendre sur l'Allemagne. Forcée d'évacuer la Ruhr, la Sarre et la Rhénanie entre 1925 et 1930, la politique étrangère de son inamovible ministre des affaires étrangères Aristide Briand joue une complexe relation de conciliation avec le chancelier allemand Stresemann, en particulier lors du pacte de sécurité collective de Locarno qui peut être perçu comme un recul du contrôle sur le vaincu.
Les désaccords avec son ministre des Affaires étrangères ne font qu'aggraver les crises coloniales en Syrie et au Rif. Après l'échec des tentatives de concertation menées par le préfet en place au Maroc, Doumergue décide d'y envoyer le maréchal Pétain, qui remporte rapidement la guerre du Rif. Au même moment, il participe à l'inauguration de la mosquée de Paris, avec le sultan marocain Moulay Youssef, en visite officielle en France. À cette occasion, il devient le premier président français à citer un hadith : « Le meilleur musulman, c'est celui dont les croyants n'ont à redouter ni la main, ni la langue. » En Indochine, les nationalistes vietnamiens du VNQDD entretiennent dans les années 1920 une agitation indépendantiste (assassinat de Bazin, mutinerie de Yên Bái, etc.) que les autorités coloniales répriment à coups de fusil et en faisant un fréquent usage de la guillotine.
En Amérique du Sud, il aide Marcel Bouilloux-Lafont, dirigeant de la Compagnie générale aéropostale, à obtenir auprès du Brésil et de l'Argentine les contrats postaux et les droits de survol nécessaires à l'exploitation d'une ligne de transport aérien.

#### Particularités de sa présidence

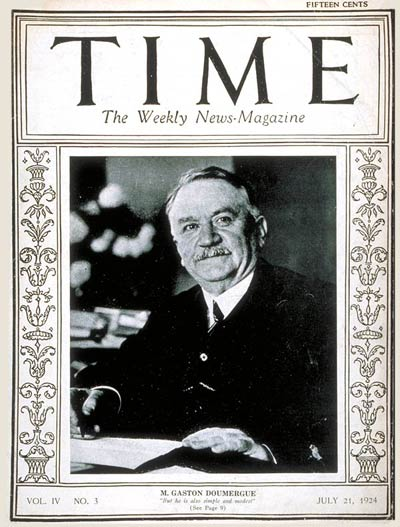
Gaston Doumergue en une du Time (1924).

Au sein d'un monde politique aussi instable, Doumergue s'évertue à soutenir la gestion des affaires publiques en proclamant des valeurs de gauche et en soutenant une ligne directrice conservatrice. Homme affable et courtois, il séduit depuis le début de sa carrière politique par sa bonhomie et son accent. Après son élection à la présidence de la République, sa simplicité continue de lui valoir dans l'opinion publique une popularité qui se traduit notamment par le surnom familier de « Gastounet ».
Par ailleurs, l'accession de Gaston Doumergue à la présidence de la République fait de lui le seul chef de l'État protestant qu'ait connu la France depuis l'abjuration d'Henri IV, le 25 juillet 1593.
Il est aussi, après Louis-Napoléon Bonaparte, le deuxième président de la République française célibataire au moment de son entrée en fonction. Bien que « vieux garçon », il n'en est pas moins, selon Adrien Dansette, « sensible au charme féminin » mais ses fréquentes liaisons passagères ne sont que les « mœurs parisiennes d'hommes politiques ». Il entretient une liaison de longue durée avec Jeanne-Marie Gaussal, veuve Graves, agrégée de l'Université. Durant son mandat présidentiel, il va tous les matins prendre son petit déjeuner avec elle à son ancien domicile du 73 bis avenue de Wagram, où il se rend à pied depuis l'Élysée. Le 1er juin 1931, douze jours avant la fin de son mandat, il épouse sa compagne devant le maire du 8e arrondissement, Gaston Drucker, venu spécialement à l'Élysée ; le secrétaire général de la présidence, Jules Michel, est son témoin. Gaston Doumergue devient ainsi le premier président de la République à se marier au cours de son mandat,,.
Son mandat présidentiel s'achève le 13 juin 1931 et il se retire de la vie politique dans la demeure de son épouse à Tournefeuille, dans la Haute-Garonne.

### Retour à la présidence du Conseil (1934)
Toujours populaire, il est rappelé comme président du Conseil, après les événements sanglants du 6 février 1934, pour former un gouvernement d'union nationale où se côtoient André Tardieu et Édouard Herriot. Après s'être positionné au centre gauche de l'échiquier politique pendant son premier mandat, il se rapproche progressivement des radicaux indépendants de centre droit au cours de sa présidence.
Le but était de réformer les institutions pour diminuer l'instabilité ministérielle. Cette tentative ne réussit pas : en mauvaise santé, il lui est difficile d'arbitrer à l'intérieur d'un de ces cabinets dans lesquels on met généralement les plus grands espoirs parce qu'ils symbolisent l'unité de la nation, mais qui sont en réalité composés de ministres venus de tous les bords de l'échiquier politique et qui ne s'entendent pas. Il y a cependant un redressement des finances publiques, qui permet au cours des emprunts d'État de gagner dix à douze points entre mars et juin. Il est par ailleurs affaibli par l'assassinat de Louis Barthou, le 9 octobre, et préfère démissionner peu après, le 8 novembre.
René Viviani, mort en 1925, disait de lui : « Dans une démocratie bien organisée, Doumergue serait juge de paix en province. ».

## Mort et obsèques
Il meurt le 18 juin 1937, dans sa maison d'Aigues-Vives, à l'âge de 73 ans.
Le gouvernement décide de lui organiser des obsèques nationales, qui se déroulent à Nîmes. Sa tombe se situe dans le petit cimetière d'Aigues-Vives, où son épouse Jeanne (née Gaussal) est inhumée à ses côtés en 1963.

## Détail des mandats et fonctions

### Fonctions exécutives
- 7 juin 1902 – 18 janvier 1905 : ministre des Colonies
- 14 mars 1906 – 20 mars 1906 : ministre du Travail
- 14 mars 1906 – 24 juillet 1909 : ministre du Commerce et de l'Industrie
- 4 janvier 1910 – 3 novembre 1910 : ministre de l'Instruction publique et des Beaux-Arts
- 9 décembre 1913 – 9 juin 1914 : président du Conseil et ministre des Affaires étrangères
- 3 août 1914 - 26 août 1914 : ministre des Affaires étrangères
- 26 août 1914 – 20 mars 1917 : ministre des Colonies
- 22 février 1923 – 13 juin 1924 : président du Sénat
- 13 juin 1924 – 13 juin 1931 : président de la République
- 9 février 1934 – 8 novembre 1934 : président du Conseil

### Mandats électifs
- 1893-1906 : député pour la 2e circonscription du Gard
- 1910-1924 : sénateur du Gard

### Autres
- 1932-1937 : président de l'Union française pour le sauvetage de l'enfance

## Décorations
- Grand-croix de la Légion d'honneur le 13 juin 1924, de droit en tant que grand maître de l'ordre
- Chevalier de l'ordre de la Toison d'or (Espagne, 1926)
- Ordre de la Dynastie Chakri (Thaïlande), décerné le 30 janvier 1925
- Chevalier de l'ordre de l'Éléphant (Danemark)

## Hommage
Un buste de Gaston Doumergue est exposé dans la salle des présidents de la République du musée de la Révolution française, rappelant qu'il a été le premier président accueilli dans cette ancienne résidence d'été présidentielle. En 2023, 23 rues, places (etc.) portent le nom de Gaston Doumergue.